# 朝鲜劳动党中央军事委员会委员长
朝鲜劳动党中央军事委员会委员长（朝鲜语：／）是朝鲜劳动党的最高军事机关首长。根据《朝鲜劳动党章程》的规定，朝鲜劳动党中央军事委员会统帅朝鲜民主主义人民共和国所有武装力量，指导所有国防事业，为常设最高军事机关，相当于朝鲜军队的最高统帅。领导人为中央军事委员会委员长，根据现行《朝鲜劳动党章程》第22条，委员长由朝鲜劳动党总书记担任，现任委员长为朝鲜最高领导人金正恩。

## 中央軍事委員會
朝鮮勞動黨中央軍事委員會是朝鮮勞動黨的最高軍事機關，根據《朝鮮勞動黨章程》的規定統帥著朝鮮民主主義人民共和國所有武裝力量。 在功能和特點上，都近似於中國共產黨的中央軍事委員會；同時，朝鲜國防委員會的委員也有兼任该委员会成员者。
1962年12月召開的朝鮮勞動黨四屆五中全會上，正式設立朝鮮勞動黨中央軍事委員會，金日成擔任中央軍事委員會委員長。隨著他的逝世，其長子金正日接任黨總書記時兼任軍委委員長職務。金正恩曾經被任命為中央軍事委員會副委員長，確認為金正日的接班人，金正恩掌權以後中央軍委的權力大幅擴張，甚至成為勞動黨的權力核心。目前該委員會委員長由朝鮮勞動黨總書記金正恩兼任，他在父親金正日逝世後接任。而副委員長一職为黄炳誓次帥、李永吉大将。

## 现任组成人员
- 朝鲜劳动党中央军事委员会委员长：朝鲜最高领导人、朝鲜劳动党总书记金正恩元帅

2010年9月28日举行的朝鲜劳动党中央委员会2010年9月全体会议选出了新一届朝鲜劳动党中央军事委员会。此次全会选举金正日为朝鲜劳动党中央军事委员会委员长，金正恩、李英浩为副委员长，还选举出金永春、金正阁、金明国、张成泽等16名朝鲜劳动党中央军事委员会委员。
2012年4月11日举行的朝鲜劳动党第四次代表会议上又选举崔龙海为副委员长，玄哲海、李明洙、金乐谦为委员。
2012年7月15日朝鲜劳动党中央政治局会议上，中央军委副委员长李英浩被以健康原因为由罢免一切职务。2013年12月8日朝鲜劳动党中央政治局扩大会议上，中央军委委员、国防委员会副委员长张成泽被以反党反革命为由罢免一切职务。
2014年4月朝鲜劳动党中央军事委员会扩大会议举行，会议后，崔龙海不再担任朝鲜人民军总政治局局长职务，由黄炳誓接任。
委员长
- 金正恩（朝鲜劳动党委员长、朝鲜民主主义人民共和国国務委员会委员长、朝鲜人民军最高司令官、朝鲜民主主义人民共和国元帅）

副委员长
1. 黄炳瑞（朝鲜劳动党中央政治局常委、朝鲜民主主义人民共和国国防委员会副委员长、朝鲜人民军总政治局局长、朝鲜人民军次帅）

委员
1. 朴奉珠（朝鮮勞動黨中央政治局常務委員，朝鮮內閣總理）
2. 金永春（朝鲜劳动党中央政治局委员、朝鲜劳动党中央军事部部长、朝鲜人民军次帅）
3. 金庆玉（朝鲜劳动党中央组织指导部第一副部长、朝鲜人民军大将）
4. 金元鸿（朝鲜劳动党中央政治局委员、朝鲜国防委员会委员、朝鲜国家安全保卫部部长、朝鲜人民军大将）
5. 崔富日（朝鲜劳动党中央政治局候补委员、朝鲜国防委员会委员、朝鲜人民保安部部长、朝鲜人民军少将）
6. 李炳哲（朝鲜国防委员会委员、朝鲜劳动党中央军事部第一副部长、朝鲜人民军大将）
7. 金英哲（朝鲜人民军副总参谋长、朝鲜人民武装力量部侦察总局局长、朝鲜人民军大将）
8. 尹正璘（朝鲜人民军护卫司令部司令官、朝鲜人民军大将）
9. 徐洪灿（朝鲜人民武装力量部第一副部长、后方总局局长、朝鲜人民军上将）

## 历代最高负责人
| #                              | # | 肖像 | 姓名   | 任期开始       | 任期结束       | 政党       |
| ------------------------------ | - | ---- | ------ | -------------- | -------------- | ---------- |
| 朝鲜劳动党中央军事委员会委员长 |   |      |        |                |                |            |
| 1                              | 1 |      | 金日成 | 1962年12月14日 | 1994年7月8日   | 朝鲜劳动党 |
| 2                              | 2 |      | 金正日 | 1997年10月8日  | 2011年12月17日 | 朝鲜劳动党 |
| 3                              | 3 |      | 金正恩 | 2012年4月11日  | 现任           | 朝鲜劳动党 |